# Historia de la agricultura en Palestina

Estudio topográfico de las tierras palestinas de 1924. Las mejores tierras son de color púrpura y están cerca de la costa de Haifa hasta el sur de Tel Aviv. Las tierras de color arena y marrón son de calidad media. Las tierras más pobres son de color amarillo.

La historia de la agricultura en Palestina se remonta al año 8000 a. C. con algunos de los primeros asentamientos agrícolas del mundo. Muchos cultivos de los primeros agricultores siguieron siendo importantes a lo largo de la historia palestina. En el siglo XIX el Imperio Otomano desalentó, con escaso éxito, el antiguo sistema comunal de tierras llamado musha'a, practicado por los agricultores árabe-palestinos de las tierras altas. El trigo y la cebada eran los cultivos más importantes, siendo principalmente de subsistencia y no el comercio. Las aceitunas eran un importante cultivo tradicional. A finales del siglo XIX, los palestinos empezaron a cultivar productos comerciales y de exportación, como los cítricos, en las tierras bajas cercanas a la costa mediterránea. Los grandes terratenientes, tanto residentes como no residentes, poseían una gran parte de la tierra, especialmente cerca de la costa.
Los inmigrantes judíos con financiación y asistencia técnica extranjera empezaron a comprar tierras y establecer asentamientos agrícolas en la zona costera de Palestina en 1882. Los agricultores judíos se centraron en la producción de cultivos comerciales y su exportación, como hortalizas y cítricos. En 1941, los judíos poseían el 24,5 por ciento de las tierras cultivadas en Palestina. La mayoría de los árabes palestinos siguieron viviendo en las zonas montañosas y practicando una agricultura de subsistencia.
La partición de Palestina en Israel y los territorios palestinos en 1947-1948 dio lugar a una guerra en la que la mayoría de los agricultores palestinos que vivían en Israel fueron despojados de sus tierras, que posteriormente fueron cultivadas por israelíes. Desde entonces, Israel ha ganado más tierras cultivadas por palestinos en los territorios palestinos como resultado de las guerras, levantamientos y los asentamientos israelíes. Las políticas israelíes que limitan el suministro de agua, el acceso a las tierras de cultivo y otros factores de producción han afectado a la agricultura palestina.

## Agricultura temprana

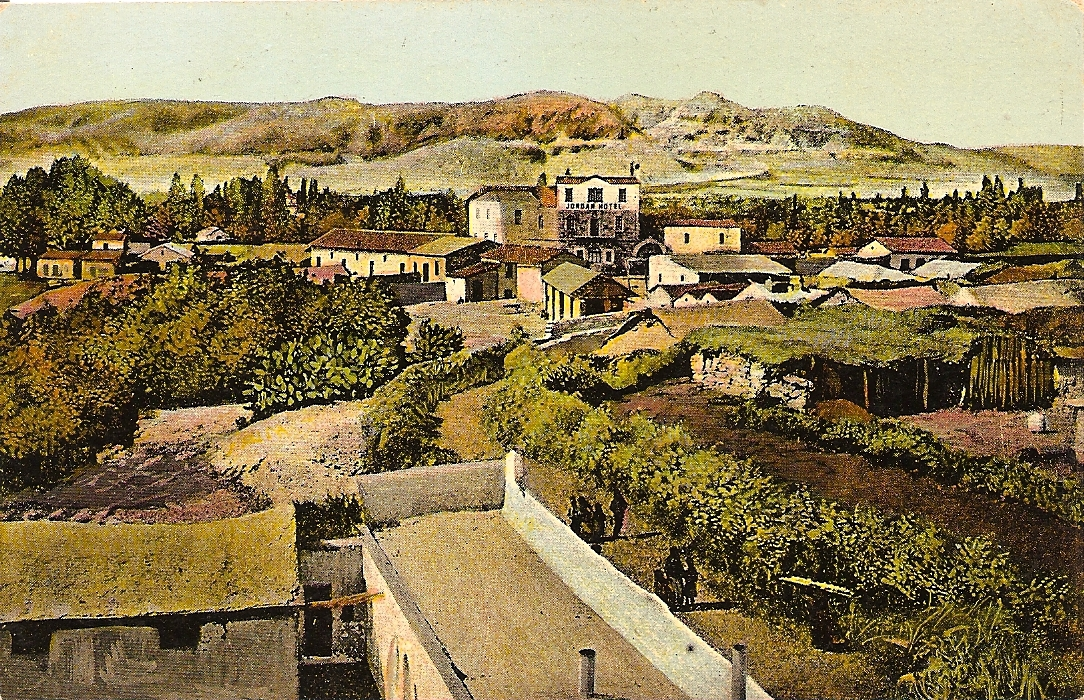
Jericó, c. 1900.

Jericó, cerca del Río Jordán en Palestina, es uno de los asentamientos agrícolas más antiguos del mundo, con data del 8000 a. C. o antes. En esta época los cultivos eran de ocho plantas fundadoras: tres clases de cereales (trigo espelta, trigo escanda y trigo farro); y cuatro de legumbres (lentejas, guisantes, garbanzos y veza amarga) y lino. La higuera pudo haberse domesticado incluso antes, posiblemente alrededor del año 9000 a. C. El olivo se domesticó hacia el 6000 a. C. Los cítricos son originarios del sudeste asiático, pero se introdujeron en Palestina durante el primer milenio a. C.Los primeros agricultores de Palestina tenían cuatro importantes animales domésticos: las cabras, las ovejas, los bueyes y los camellos.
La importancia de la agricultura palestina fue atestiguada en el siglo X por el geógrafo palestino Al-Maqdisi, que citó el olivo, el algodón, la uva y la caña de azúcar entre los principales cultivos de la región. En el siglo XVI, el sacerdote franciscano Francesco Suriano añadiría las manzanas, los cítricos y el sésamo a la lista de cultivos palestinos a destacar. El algodón y el sésamo serían exportados a Europa a partir del siglo XVI.

## Bajo el dominio Otomano
El Imperio otomano conquistó la región en 1516 y la gobernó hasta la Primera Guerra Mundial. Influenciados por la presión de sus rivales europeos, los otomanos emprendieron un proyecto de modernización y reforma durante el período Tanzimat, dejando atrás el aún existente sistema tradicional. Entre las reformas se encontraba una ley de 1867 que permitía a los extranjeros poseer tierras dentro del Imperio otomano.
A mediados del siglo XIX, la mayoría de los palestinos vivían en las colinas y montañas del centro de la región. Esto se debió a la prevalencia de la malaria y al peligro de las incursiones beduinas en la planicie. Muchas aldeas serranas también poseían tierras en la llanura, donde establecieron colonias. La población de las llanuras aumentó hacia finales del siglo XIX cuando la presión demográfica obligó a los agricultores a migrar y los otomanos empujaron a las tribus beduinas hacia el este, más allá del río Jordán. Además, surgieron oportunidades de explotación comercial para la exportación en la costa mediterránea al oeste y el mar Muerto y el río Jordán al este. Desde 1856 hubo un período de crecimiento económico para Palestina, especialmente para las exportaciones agrícolas a Europa y los mercados regionales.
El trigo y la cebada fueron los cultivos más importantes, adueñándose del 75 por ciento de la tierra cultivada. Los labradores consumían la mayor parte del trigo y la cebada en lugar de venderlos. El cultivo del olivo era tierra común en las peores tierras montañosas, producido para usos domésticos o comerciales. Las uvas se cultivaban en las cercanías de Hebrón. La producción de cítricos se expandió en las últimas décadas del siglo XIX cerca del Mediterráneo y fue un importante producto de exportación.
Sobre el papel casi toda la tierra cultivable en el Imperio era propiedad del Estado otomano, pero fueron concedidos derechos heredables de uso de la tierra a individuos y pueblos. Los más importantes sistemas de tenencia de tierra en la agricultura palestina eran los musha'a (también masha'a) y mafrouz, un sistema de tenencia similar al concepto europeo de propiedad privada.  